# Maître du Saint-Sang
Pour les articles homonymes, voir Saint Sang.

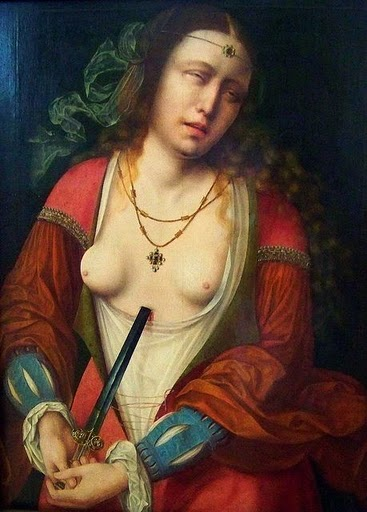
Lucrèce, 65 ×49, huile sur panneau.
Maître du Saint-Sang, vers 1530.
Musée des beaux-arts de Budapest.
Photo : Michaël Martin.

Le Maître du Saint-Sang (en néerlandais : Meester van het Heilig Bloed) est un peintre flamand à nom d'emprunt, originaire d'Anvers, et dont l'atelier était actif à Bruges dans le premier quart du XVIe siècle.

## Origine du nom du maître
Son nom vient de la chapelle du Saint-Sang à Bruges où un triptyque offert en 1519 à la confrérie du Saint-Sang et représentant une Pietà est conservé. Une trentaine de tableaux, regroupés autour du style de ce triptyque, ont été attribués au Maître du Saint-Sang.

## Biographie
Comme tout maître anonyme, sa biographie est peu connue, sinon qu'il a installé son atelier à Bruges au début du XVIe siècle. Il produisait avec ses apprentis des oeuvres de dévotion pour la vente plutôt que sur commande contrairement à la plupart de ses contemporains.

## Influences
Il semble avoir été l'élève ou de l'entourage de Quentin Metsys et a également été influencé par Hans Memling. Il est aussi l'un des suiveurs de Gérard David et de Hugo Van der Goes.

## Style
L'influence de Quentin Metsys se retrouve notamment dans certains types de saintes et dans des figures quasi caricaturales masculines. Il semble avoir eu une prédilection pour les visages présentés de trois quarts, minces, aux nez droits et fins, les bouches menues, les mentons ronds chez les femmes, plus accusés chez les hommes. Les paupières sont baissées en demi-lune, ou fendues, montrant alors une pupille ronde et très noire. Les cheveux bruns légers et frisés ont des reflets roussâtres. Les mains prolongent l'avant-bras sans faire apparaître l'ossature du poignet. Leurs longs doigts sont parallèles ou légèrement fléchis sauf le petit doigt qui est assez souvent écarté des autres. Une fossette caractéristique apparaît sur le flanc du personnage du Christ Enfant à l'endroit où les doigts de sa Mère le touchent. Le dessin préparatoire au pinceau est souvent très visible, cernant de près les silhouettes. Le Maître du Saint-Sang s'est complu à situer ses sujets dans le cadre de bâtiments, alors de type nettement brugeois, ou dans des paysages arborés. Dès que l'on passe au deuxième ou au troisième plan, le travail se relâche complètement. 

## Œuvre
Le Maître du Saint-Sang est un primitif flamand qui peignit essentiellement des sujets religieux, hormis quelques représentations de Lucrèce. Selon Friedländer, l'absence des représentations des donateurs dans la plupart de ses triptyques suggère qu'ils n'ont pas été faits à la commission, mais ont été produits pour le marché libre, sans doute pour l'exportation. Il travailla peu pour les particuliers.
Deux de ses œuvres sont encore conservées dans leurs lieux d'origine, une Déposition ou Déploration, au musée du Saint-Sang à Bruges et une Glorification de la Vierge en l'église Saint-Jacques du même lieu.

### Quelques œuvres

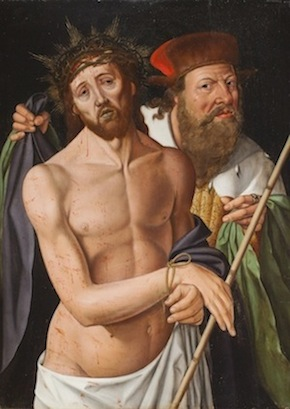
Maître du Saint-Sang, L'homme de douleurs ou Ecce homo, Musée de Flandre
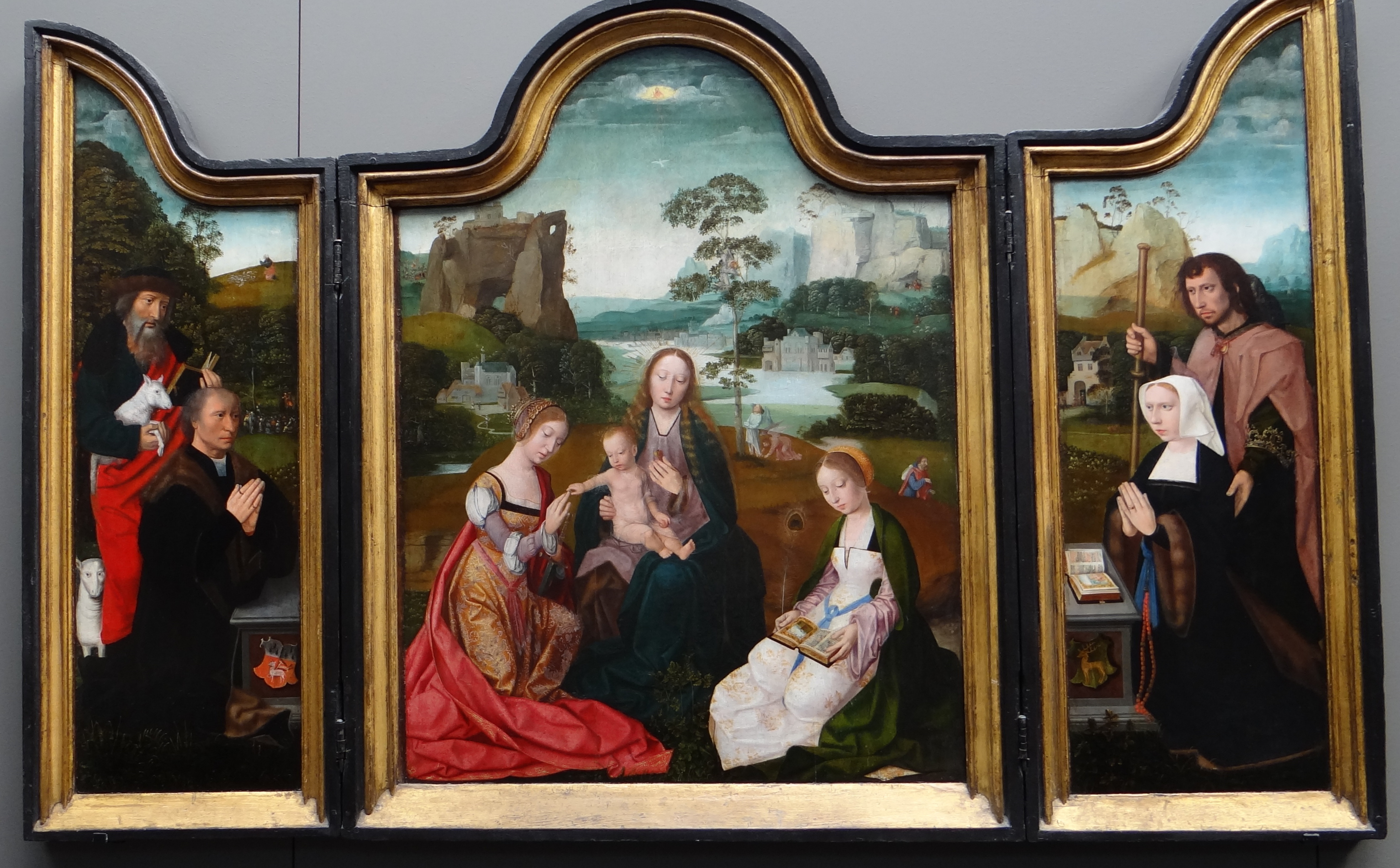
Maître du Saint-Sang, Groeningemuseum Bruges, Madone avec les saintes Catherine et Barbe

### Dans les collections muséales et ecclésiastiques
En Belgique
- à Bruges :
  - église Saint-Jacques de Bruges, La Glorification de la Vierge, triptyque ;
  - musée du Saint-Sang ; La mise au tombeau[2].
  - musée Groeninge ; Madone avec sainte Catherine et sainte Barbara[3]
- à Anvers : Musée des beaux-arts
- à Bruxelles : Musées royaux des beaux-arts de Belgique

Hors Belgique
- à Cleveland, Ohio : Cleveland Museum of Art.
- à Rochester, New York : Memorial Art Gallery, Rochester University. L'adoration dss mages[4].
- à Madrid : Musée du Prado : L'annonciation, Saint Jérôme et saint Jean-Baptiste, Ecce Homo.
- à Munich
- à New York : The Metropolitan Museum of Art . La descente de croix [5].
- à Washington, DC : The National Gallery. Jeune homme en prière.
- à Vienne : Gemäldegalerie der Akademie der Bildenden Künste ;
- à Milan : Pinacothèque Ambrosiana[6] ;
- à Budapest : musée des beaux-arts Szépmüvészeti Muzeum. Lucrèce, vers 1530, huile sur bois, 65 × 49 cm ;
- Bob Jones University & Collection à Greenville ;
- Galleria nazionale della Sicilia à Palerme.

### Quelques œuvres
- Vierge à l'Enfant et les saintes Catherine et Barbe, triptyque dans son encadrement d'origine, sur les volets les donateurs, Jochim Christiaans et de sa seconde épouse Jossine Lamsins, accompagnés de leurs saints patrons. Le retable fermé présente une Annonciation en grisaille, Musée Groeninge, Bruges
- L'Adoration des Mages, triptyque, flanqué sur les volets par le couple donateur et leurs saints patrons
- L'Adoration des Mages, triptyque, flanqué sur le volet de gauche par La Naissance de Jésus et à droite par le Repos pendant la fuite en Égypte, château de Hugenpoet à Kettwig (Essen)
- Ecce homo, musée du Prado à Madrid. (Voir en ligne : )
- L'Homme de douleurs ou Ecce homo, huile sur bois 80.9 x 63.2 cm, collection particulière (vente : Dorotheum, Vienne, 9 juin 1999), présentée au Musée de Flandre pour l'exposition 2013 sur le maniérisme
- L'Adoration des Mages, triptyque, pinacothèque Ambrosiana à Milan
- La Déploration, triptyque, musée du Saint-Sang à Bruges
- Le Mariage mystique de sainte Catherine, triptyque, flanqué sur le volet de gauche par Sainte Barbe et à droite par Sainte Marie Madeleine
- La Sainte Famille et un ange musicien, Hamburger Kunsthalle, inv. no 7
- Sainte Catherine et Sainte Barbe, deux volets d'un triptyque, Cleveland Museum of Art, à Cleveland (Ohio)
- Vierge à l'enfant, triptyque avec sainte Élisabeth de Hongrie dans le panneau gauche et un donateur à croix de Saint-André dans le panneau droit. Voir en ligne :
- Le Suicide de Lucrèce, panneau de chêne, deux planches, parqueté, 59 x 47 cm (en ligne :
- La Vierge à l'enfant sur fond de paysage, panneau de chêne renforcé, 56,5 x 42,5 cm (voir en ligne : La Vierge à l'enfant sur fond de paysage , ou La Vierge à l'enfant sur fond de paysage, sur le site de l'IRPA)